# Linus Weber

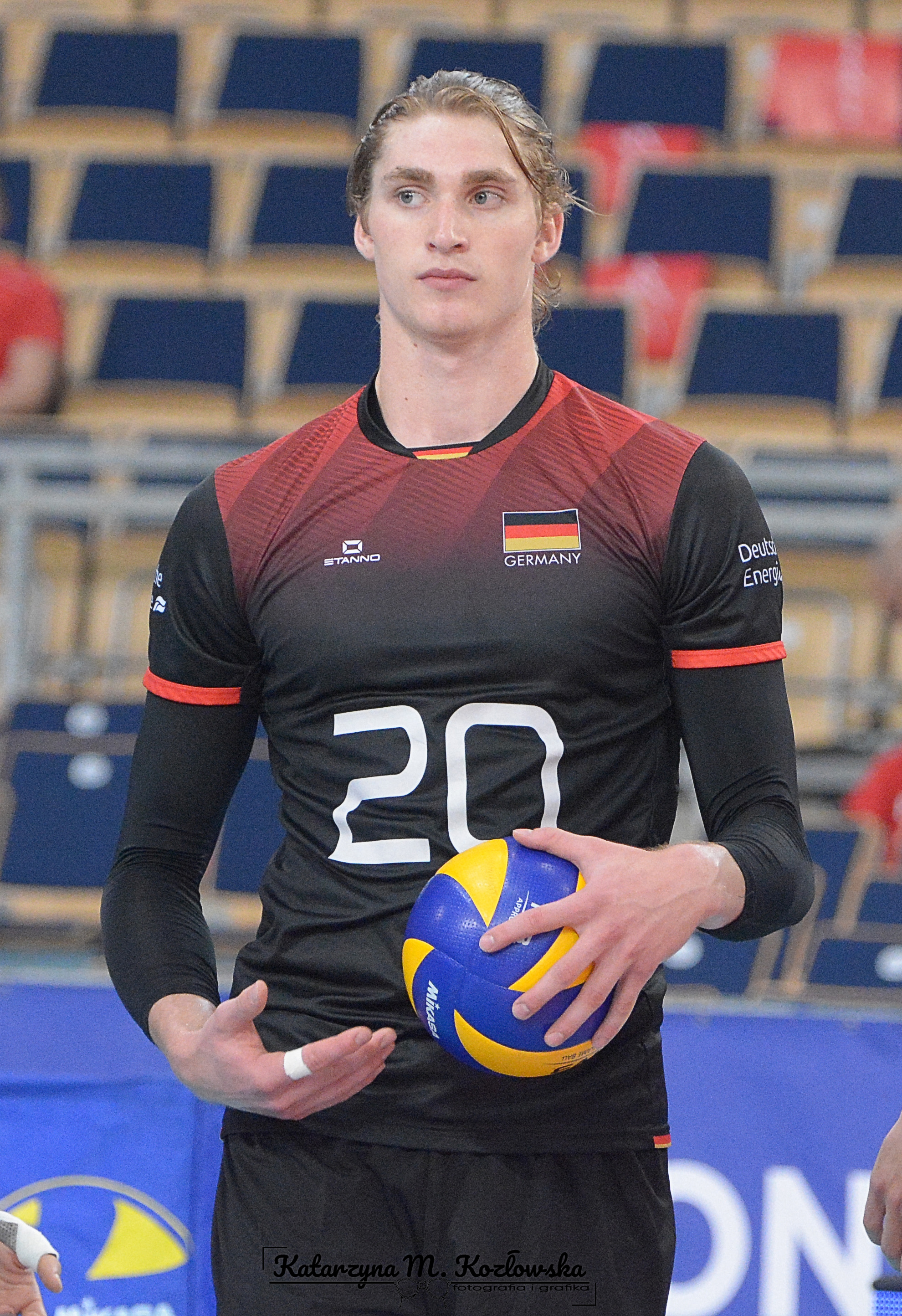
Linus Weber reprezentantem Niemiec w 2018 roku

Linus Weber (ur. 1 listopada 1999 w Gerze) – niemiecki siatkarz, reprezentant kraju, grający na pozycji atakującego.
W 2023 roku zaraził się mononukleozą.

## Przebieg kariery
| Lata      | Klub                     |
| --------- | ------------------------ |
| 2016–2018 | VC Olimpia Berlin        |
| 2018–2019 | Berlin Recycling Volleys |
| 2019–2020 | Allianz Milano           |
| 2020–2021 | VfB Friedrichshafen      |
| 2021–2022 | Kioene Padwa             |
| 2022–     | Projekt Warszawa         |

## Sukcesy klubowe
Liga niemiecka:
- 2019
- 2021

Puchar Challenge:
- 2024[5]

Liga polska:
- 2024[6], 2025[7]

## Sukcesy reprezentacyjne
Mistrzostwa Europy:
- 2017